# Le Tremblay
Le Tremblay é uma ex-comuna francesa na região administrativa da Pays de la Loire, no departamento de Maine-et-Loire. Estendeu-se por uma área de 22,97 km². Em 2010 a comuna tinha 349 habitantes (densidade: 15,2 hab./km²).
Em 15 de dezembro de 2016 foi fundida com as comunas de La Chapelle-Hullin, Chazé-Henry, Combrée, Grugé-l'Hôpital, Noëllet, Pouancé, La Prévière, Saint-Michel-et-Chanveaux e Vergonnes para a criação da nova comuna de Ombrée d'Anjou.